# Dolac (Berane)
Dolac es un pueblo ubicado en el municipio de Berane, en Montenegro.

## Demografía
Hasta 2011 la población era de 1412 habitantes, conformada por 403 hogares y 465 viviendas.
| 353                                                              | 373 | 472 | 628 | 830 | 1282 | 1293 | 1412 |
| (Fuente: Population statistics of Eastern Europe & former USSR.) |     |     |     |     |      |      |      |

| Etnicidad                                           | Número | Porcentaje |
| --------------------------------------------------- | ------ | ---------- |
| Serbios                                             | 744    | 57,54 %    |
| Montenegrinos                                       | 416    | 32,17 %    |
| Yugoslavos                                          | 2      | 0,15 %     |
| Macedonios                                          | 1      | 0,07 %     |
| Otros                                               | 130    | 10,05 %    |
| Fuente: Republic of Montenegro. Statistical Office. |        |            |